# Bristol Bombay
Bristol Bombay – brytyjski samolot transportowy i bombowiec z okresu II wojny światowej.

## Historia
Samolot zaprojektowany w wytwórni lotniczej Bristol Aeroplane Company według wymagań brytyjskiego Ministra Lotniczego nr C.26/31 na samolot transportowy dla 24 wyposażonych żołnierzy, zdolny dodatkowo do przenoszenia 907 kg bomb lotniczych. W marcu 1933 roku podpisano kontrakt na budowę prototypu oznaczonego przez wytwórnię jako Typ 130, który wykonał pierwszy lot 23 czerwca 1935 roku. Po przeprowadzeniu programu prób Ministerstwo Lotnicze zamówiło 80 egz. samolotu budowanego według poprawionych wymagań nr 47/36, pod oznaczeniem wojskowym Bristol Bombay Mk. I. Wobec obciążenia linii produkcyjnych wytwórni produkcją samolotu Bristol Blenheim, budowę serii zlecono zakładom Short Brothers & Harland w Belfaście. Ostatecznie od marca 1939 roku wyprodukowano 50 sztuk samolotu, zamówienie na kolejnych 30 zostało anulowane.

## Użycie w lotnictwie wojskowym
Pierwszym dywizjonem Royal Air Force wyposażonym w samoloty Bristol Bombay był 216 Dywizjon, stacjonujący w Egipcie. Kolejno otrzymały je również dywizjony 117, 267 i 271. Samoloty Bombay wypełniały obie swoje funkcje, transportową i bombową, podczas walk w Egipcie w 1940 roku. Zapisały się w historii biorąc udział w ewakuacji greckiej rodziny królewskiej z Krety do Egiptu po upadku Grecji. Samoloty bazujące w Wielkiej Brytanii przewoziły zaopatrzenie dla Brytyjskiego Korpusu Ekspedycyjnego podczas bitwy o Francję.
Pięć samolotów Bristol Bombay transportowało żołnierzy Special Air Service podczas ich pierwszej operacji przeciwko niemieckim lotniskom w Afryce Północnej w 1941 roku.
Ostatnią jednostką używającą samolotów Bristol Bombay była No. 1 Air Ambulance Unit Royal Australian Air Force, wyposażona w 11 egzemplarzy przystosowanych do przewozu rannych, operująca nimi od lutego 1943 roku do czerwca 1944 roku na froncie włoskim.

## Konstrukcja
Dwusilnikowy górnopłat konstrukcji mieszanej. Napęd stanowiły dwa silniki gwiazdowe Bristol Pegasus XXII o mocy 1010 KM każdy. Załoga 3 – 4 osoby. Ładowność w wersji transportowej: 24 żołnierzy z wyposażeniem lub do 10 rannych na noszach. Samolot był uzbrojony w dwa ruchome karabiny maszynowe Vickers K kal. 7,7 mm, umieszczone po jednym w wieżyczkach nosowej i ogonowej, oraz do 907 kg bomb na wyrzutnikach podkadłubowych.